# 牛邯
牛邯（?—?），字孺卿，涼州隴西郡狄道县（今甘肃省临洮县）人，新朝到东汉時代初期武将。

## 生平
| 姓名           | 牛邯                              |
| 時代           | 新朝 - 东汉時代                   |
| 生没年         | 〔不詳〕                          |
| 字・別号       | 孺卿（字）                        |
| 本貫・出身地等 | 涼州隴西郡狄道县                  |
| 職官           | 太中大夫〔东汉〕→护羌校尉〔东汉〕 |
| 爵位・号等     | -                                 |
| 陣营・所属等   | 隗囂→公孫述→光武帝                |
| 家族・一族     | 〔不詳〕                          |

牛邯是隴右隗囂部下，勇敢有力量才气，在边垂称雄。
建武六年（30年）、东汉使者来歙访问隗囂，邀请他討伐蜀（成家）帝公孫述，隗囂拒绝。来歙激怒了隗囂，王元劝隗囂杀死来歙，命牛邯包围来歙的住处，隗囂心腹王遵劝諫不要牛邯派兵。
建武八年（32年）春，隗囂和汉光武帝的战争开始、来歙攻下天水郡略陽。牛邯奉隗囂之命守備安定郡烏枝县瓦亭，防御其他漢軍進攻。隗囂自己包围攻打略陽。同年秋，隗囂夺略陽失败，光武帝親征隗囂敗走。
同年，同僚旧友王遵写信给牛邯，劝他投降汉朝。牛邯收到信後，考虑了十几天，遂決心降漢，派部下至洛陽拜謝光武帝。光武帝任命牛邯为太中大夫。牛邯投降，隗囂所属十三位大将、十六县、十几万士兵相继降漢，隗囂軍大幅勢力削弱。
建武九年（33年），关都尉废除，护羌校尉復置。当時，大司徒司直杜林、太中大夫馬援推薦牛邯为護羌校尉，光武帝同意，任命牛邯，给他符節。牛邯駐屯隴西郡令居，和来歙一起平定隗囂之子隗純。護羌校尉之位，牛邯死後一度废止。